# Gran Caracol de Pista
Gran Caracol de Pista war ein kolumbianischer Wettbewerb im Bahnradsport, der von 1979 bis 2011 ausgetragen wurde.

## Geschichte
Die erste Ausgabe fand 1979 statt und war ein rein nationaler Wettkampf mit 89 Radrennfahrern. Erst ab 1981 fand das Rennen mit internationaler Beteiligung statt und wurde Bestandteil des Rennkalenders der Union Cycliste Internationale (UCI). Es wurde abwechselnd auf den Radrennbahnen von Bogotá, Pereira, Cali und Medellín gefahren.
Der Wettbewerb bestand aus verschiedenen Disziplinen im Bahnradsport, die an mehreren Tagen ausgefahren wurden.

## Palmarès
- 1979  Martín Emilio Rodríguez
- 1980  Efraín Rodríguez
- 1981  Balbino Jaramillo
- 1982  Eduardo Trillini
- 1983  Miguel Droguett
- 1984  Sergei Kopylow
- 1985  Leszek Stępniewski
- 1986  Marian Turowski
- 1987  Jorge Iván Casas
- 1988  Jorge Iván Casas
- 1989  Jorge Iván Casas
- 1990  Arturas Kasputis
- 1991  José Julián Velásquez
- 1992  Jan Bo Petersen
- 1993 nicht ausgetragen
- 1994  José Julián Velásquez
- 1995  Pavel Khamidouline
- 1996  José Julián Velásquez
- 1997  Israel Ochoa
- 1998  José Julián Velásquez
- 1999–2008 nicht ausgetragen
- 2009  Azizulhasni Awang
- 2010 ?
- 2011  Juan Esteban Arango